# ユナイテッド・ネーションズ駅
U.N.アヴェニュー駅（U.N.アヴェニューえき、英語 : United Nations Avenue LRT Station）またはユナイテッド・ネーションズ駅（ユナイテッドネーションズえき、英語 : United Nations LRT Station）は、マニラ市の中心地区の一つであるエルミタ地区にあるマニラ・ライトレール・トランジット・システム(Manila LRT)LRT-1線（グリーンライン）の駅であり、タフト通り(Taft Avenue)とU.N.アヴェニュー通り(United Nations Avenue)の交差点付近にある。

## 駅構造
相対式ホーム2面2線を有する高架駅である。

## 駅周辺
- リサール公園（ルネタ公園）
- イントラムロス
- 国立博物館
- マニラ大聖堂
- サン・アグスティン教会（英語版） - フィリピンのバロック様式教会群としてユネスコの世界遺産に登録されている。
- 国立図書館
- 観光局
- カーサ・マニラ博物館
- フィリピン大学

## ギャラリー

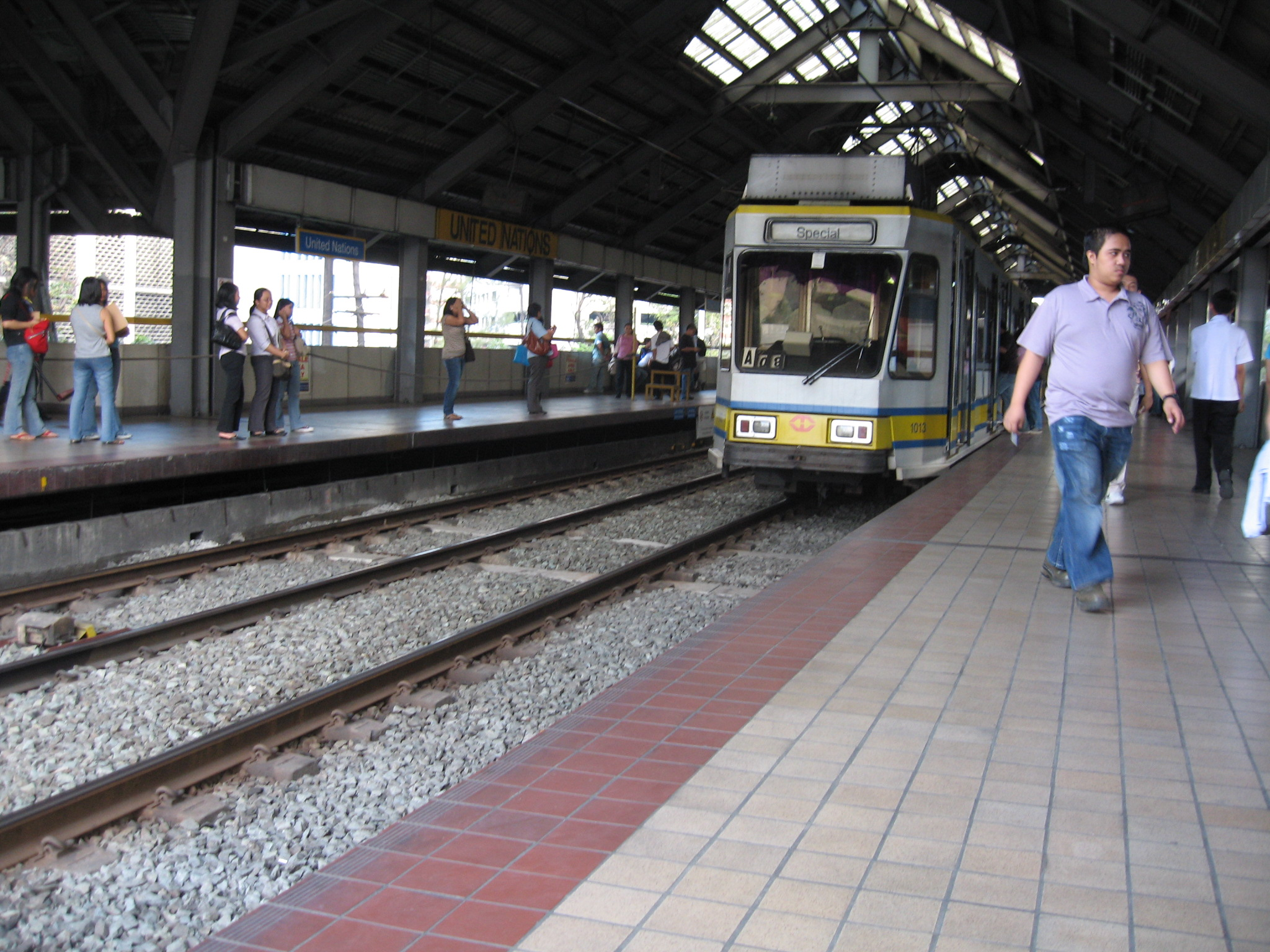
ホーム
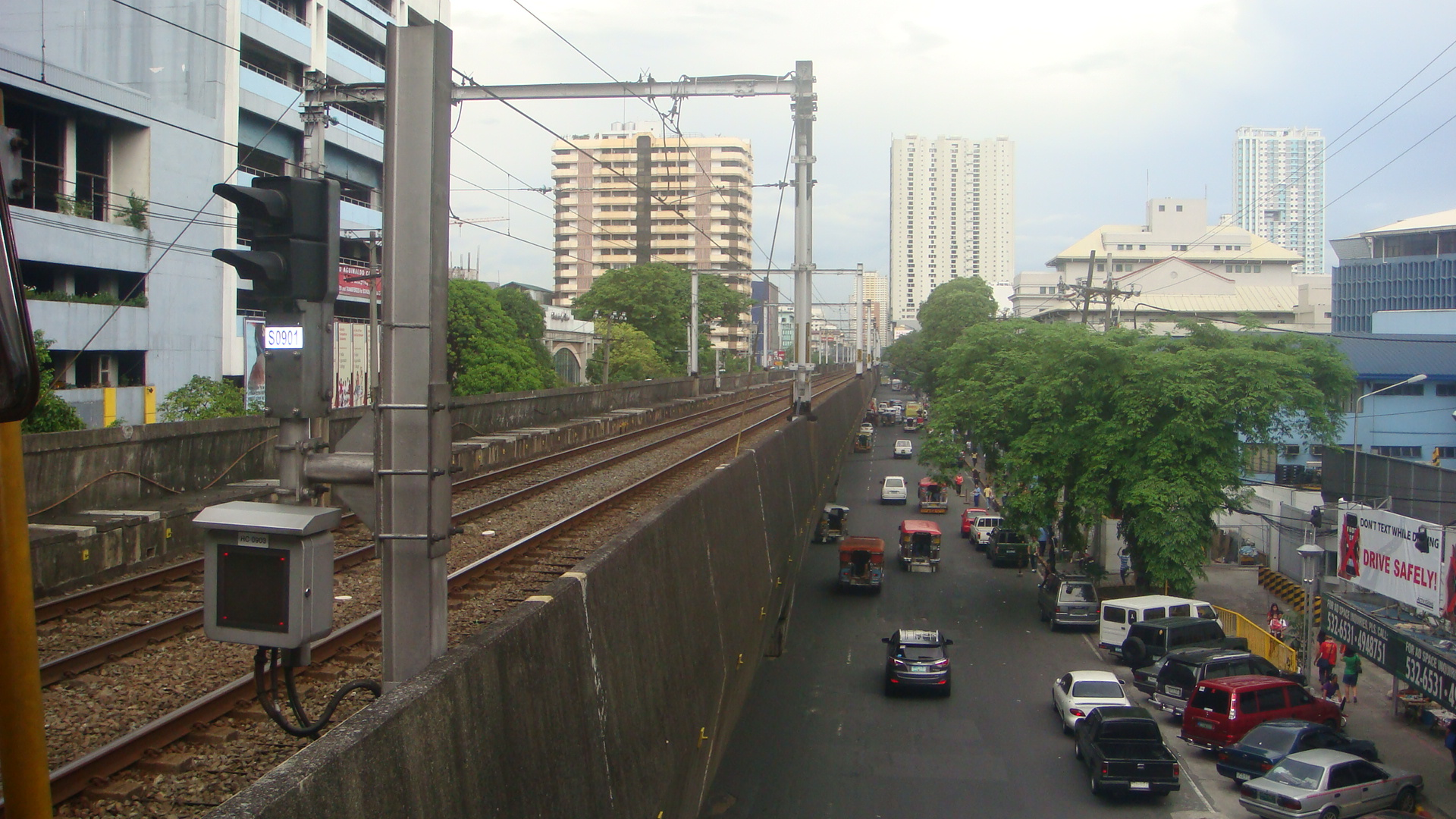
駅の外
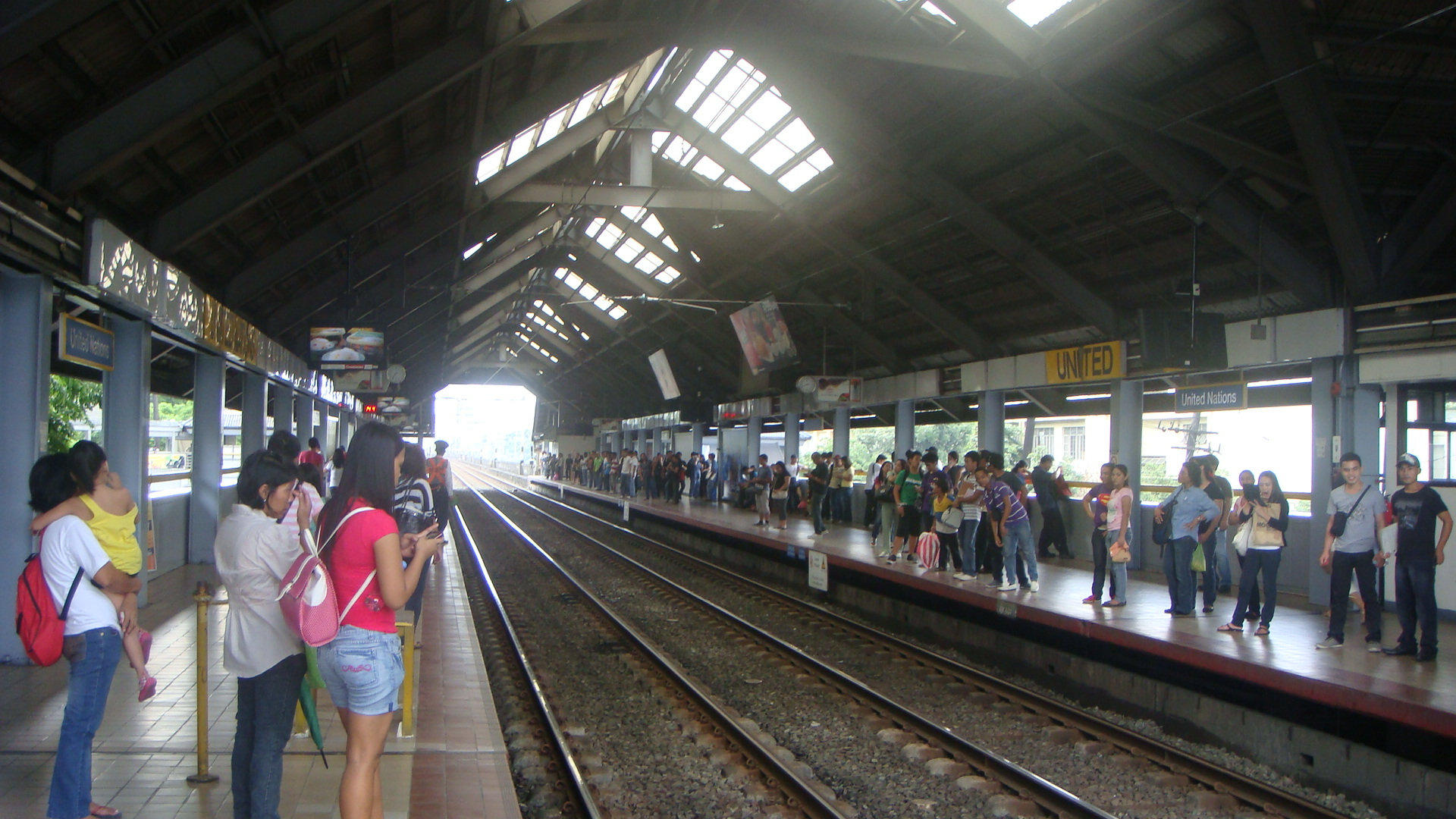
ホーム・トラック